# Harold Lowe
Harold Godfrey Lowe (Eglwys Rhos, Wales, 1882. november 21. – Deganwy, Wales, 1944. május 12.) brit tengerész, a Titanic ötödik tisztje. Apja üzletemberi pályát szánt neki, de ő már egészen fiatalon eldöntötte, hogy tengerésznek szerződik, ezért megszökött otthonról. Kezdetben Wales partjai mentén közlekedő szkúnereken talált munkát, először hajósinasként, később már matrózként. Első nyílttengeri útját 1903 és 1904 között kormányos matrózként teljesítette az Cortez nevű hajón. 1910-re megszerzett minden szükséges tiszti bizonyítványt, és 1911-ben csatlakozott a White Star Line-hoz. 1912 áprilisában a társaság akkori legtekintélyesebb luxus óceánjárója, a Titanic ötödik tisztje lett.
Amikor a hajó 1912. április 14-én nekiütközött a jéghegynek, Lowe nem volt szolgálatban, a kabinjában aludt. Miután felébredt, több mentőcsónakot is segített leereszteni. Ez alatt összetűzésbe került a hajótársaság tulajdonosával, J. Bruce Ismay-jel, ami később a sajtóban nagy visszhangot kapott. A süllyedő luxusgőzöst a 14-es mentőcsónakban hagyta el, melynek leeresztése közben a menekülő tömeg megfékezésének érdekében többször is a levegőbe lőtt. Az éjszaka folyamán az irányítása alatt álló mentőcsónakból az embereket átsegítette a többi csónakba, és önkéntesekkel visszament a katasztrófa helyszínére további lehetséges túlélők után kutatni. Ő volt az egyetlen, aki visszatért segíteni, később ezen tettéért több elismerésben is részesült. Azt, hogy hány embert mentett ki a fagyos vízből, a beszámolók ellentmondásossága miatt nem tudni pontosan. A legtöbb bizonyíték négyet említ, ám ebből az egyik utas még a Carpathia érkezése előtt életét vesztette. A Titanic szerencsétlensége után mind az amerikai, mind pedig a brit vizsgálóbizottság előtt tanúskodnia kellett. A sajtóban rengeteget írtak a mentésben vállalt szerepéről, és vallomását is komoly érdeklődés övezte.
A Titanic katasztrófáját követően továbbra is a tengerészetnél szolgált, de csakúgy, mint a hajótörésből megmenekült többi tiszt, soha többé nem lehetett már kereskedelmi hajó parancsnokságának tagja, csak a főtiszti rangig jutott el. Az első világháború alatt a Royal Navy Reserve hadnagya volt. Később, szolgálatainak formális elismeréséül parancsnokká léptették elő.
1913-ban feleségül vette Ellen Marion Whitehouse-t, akitől két gyermeke született: Florence Josephine Edge Lowe 1914-ben és Harold William George Lowe 1916-ban. 1931-ben, nyugdíjazása után visszatért Walesbe, és családjával Deganwyban telepedett le. Élete hátralévő részében a helyi tanács tagja lett, a második világháború idején pedig önkéntes légvédelmi biztosi feladatokat látott el. 61 évesen magas vérnyomásban halt meg 1944. május 12-én.
2012-ben, a katasztrófa századik évfordulóján Barmouth kikötőjében emléktáblát helyeztek el tiszteletére. Szintén ekkor jelent meg Inger Sheil Titanic-kutató tolmácsolásában az életét feldolgozó első életrajzi könyv Titanic Valour: The Life of Fifth Officer Harold Lowe címen.

## Fiatalkora és családja

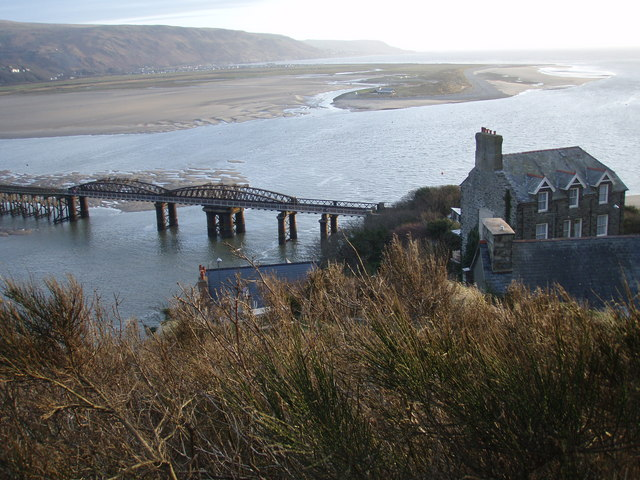
Lowe gyerekkora nagy részét a barmouthi Penrallt-házban töltötte. A család Lowe apjának 1928-ban bekövetkezett halála után adta el az épületet

1882. november 21-én született a walesi Eglwys Rhos-ban George és Emma Harriet Lowe (született Quick) nyolc gyermeke közül harmadikként. George Lowe ékszerész és órakészítő, valamint amatőr festő volt. Nem vetette meg az italt, és bár nem tudni, ez hogyan hatott szeretteivel való kapcsolatára, az bizonyos, hogy Harold Lowe egész életében antialkoholista maradt. A család származását tekintve angol volt, az első említésük 1589-ből való, amikor a Lowe család egyszerű farmerként élt az angliai Cheshire-ben. Egy legenda szerint Hódító Vilmos egyik embere, Hugh d'Avranches, Cheshire első grófjának leszármazottai voltak. Lowe élete végéig használta Hugh címerállatát, a farkast, és bár a család angol gyökerekkel rendelkezett, folyékonyan beszélt walesiül.
Lowe gyermekkora nagy részét Barmouthban töltötte, a helyi iskolában tanult. A kor szokásaihoz és lehetőségeihez képest nagyon jó oktatásban részesült, azonban már fiatal korában megmutatkozott érdeklődése a tengerészet iránt. Tizenhárom évesen ellopta apja csónakját. A viharos időben fél mérföldnyire a szárazföldtől felborult a csónakkal, ám sikerült a partra úsznia. A történetről a helyi újságok is írtak, mint egy „elég kockázatos cselekedet, tekintettel a korára és a viharos időjárásra”. A helyiek szerint eszes volt ugyan, de ha bajkeverésről volt szó, mindig élen járt. Egy feljegyzett anekdota szerint néhány barátjával rossz időben csónakázni mentek, és annyira eltávolodtak a parttól, hogy azt hitték a nézelődők, bajba jutottak. Kimentésükre egy mentőcsónakot küldtek. Amikor a két csónak összeért, Lowe hanyagul csak ennyit vetett oda az értük küldött embereknek: „Merre tartotok?”
Apja egy liverpooli üzletember mellé szánta inaskodni, ám Lowe ezt nem volt hajlandó elfogadni, mint mondta: „Nem akartam senkinek ingyen dolgozni... Azt akartam, hogy fizessék meg a munkámat.” Állítása szerint tizennégy évesen szökött a tengerre, de az iskolai feljegyzések szerint 1897 végén még be volt iratkozva, így valószínű, hogy legalább tizenöt évesen ment el otthonról.

## Pályafutása

### Tengerészeti pályafutásának kezdete
Lowe Portmadocba, a legközelebbi fontosabb kikötővárosba ment, ahol egy Wales partjai mentén kereskedő szkúneren talált munkát. Állítása szerint pályafutása kezdetén összesen hét ilyen típusú hajón szolgált. A legelső ismert a Merrion Lass volt, egy két-, maximum háromfős legénységű hajó. Ezen vitorlások a tenger igáslovai voltak, rakományukat gyakran nem kikötőkben, hanem a parton cserélték el közvetlenül a farmerekkel. Lowe nagy valószínűséggel a hajószakács inasaként dolgozott ezeken a vitorlásokon, mivel az ő korabeli fiúknak leggyakrabban ez a munka jutott.
A szkúnereken töltött szolgálatai alatt kezdett hajómodelleket készíteni, ezen hobbiját élete végéig megtartotta. Emellett rajzolt, valamint csont- és fafaragásokat is készített. Büszke volt munkáira, gyakran látta el őket monogramjával. Karrierjének korai szakaszában készült egy tetoválás is az alkarjára, ami egy szívet, és a neve kezdőbetűit ábrázolta. Ezt feltehetően egy tengerésztársa készítette neki.
Lowe 1900. május 28-án kezdte dokumentálni tengerészkarrierjét. Ekkor szerződött Portmadocban egy William Keith nevű, alig hatfős legénységű parti szkúnerre, ezúttal már matrózként. A hajón alig pár hónapig, egészen október 30-ig szolgált, és a legénységi jegyzékbe Harry Lowként írták be. Feltételezhető, hogy ez az álnév még abból az időből maradt meg, amikor elmenekült otthonról, ám tekintettel arra, hogy a legénység nagy része – a kapitányt is beleértve – Barmouth kis, zárt közösségéből származott, mindenki tudhatta valódi nevét. 1901 januárjában szerződött következő útjára a British Queenre. Ekkor kötött barátságot a nála alig idősebb skót Adam Robinsonnal, akivel közös cardiffi címük volt, és akivel együtt csatlakozott a Dél-Amerikába, Chilébe tartó Cortez legénységéhez. Ez volt Lowe első feljegyzett nyílttengeri útja, ráadásul már kormányos matrózként vett részt rajta. A Cortez 1901. október 1-jén érkezett meg a chilei Iquique-be, majd e hónap 27-én indult vissza, Lowe barátja, Robinson nélkül – a kikötőben összesen hét matróz dezertált. A hajó 1902. április 3-án érkezett Rotterdamba, ahonnan Lowe Liverpoolba ment. Liverpool közel volt walesi otthonához, és bármilyen alapvető oka is volt a közte és az apja közötti elidegenedésnek, 1901-re sikerült annyira megoldaniuk a nézeteltérést, hogy Lowe családja címét használta állandó szárazföldi tartózkodási lakóhelyeként.
1902. május 20-án csatlakozott a Balasore legénységéhez. Ez visszalépésnek számított karrierjében, mivel itt ismét csak matrózként szolgált. A hajó május 22-én indult Fokvárosba, ahová decemberben érkezett meg. Az út 1903. január 27-én ért véget Antwerpenben. Lowe ezek után ismét kormányos matrózként talált munkát, 1903 márciusában az Ausztráliába tartó Ormsaryn. A hajó ez év januárjában készült el, és ez volt az első útja. Lowe 1904. május 27-én végzett szolgálataival Rotterdamban. A tizennégy hónapos út volt addigi leghosszabb tengeri útja, és egyben ekkor vállalt utoljára munkát vitorláson.
1904-ben csatlakozott a Royal Navy Reserve-hez (RNR), a Brit Királyi Haditengerészet tartalékos flottájához. Május 27. és augusztus 6. között vett részt a kiképzésen. Az első gőzös, amin ezek után munkát talált, a Blue Funnel Line ötezer tonnás, Jávára tartó Prometheusa lett. A hajó hazafelé Amszterdamban egy szűk csatornában összeütközött a nála jóval nagyobb Pectannal. Az ügyben vizsgálat indult, így a legénységet beidézték a Board of Trade (brit Kereskedelmi Bizottság) által vezetett vizsgálatra. Lowe ekkor vett részt először tanúként a Board of Trade nyomozásán, vallomása azonban nem maradt fenn. Az ügy végül a Prometheus egyértelmű felelősségének megállapításával zárult. A következő hajó, amin szolgált a szintén Blue Funnel Line színeit viselő Telemachus volt. A gőzös legénységének tagja volt néhány kínai is, a társaság Európában az elsők között szerződtetett kínai matrózokat gőzöseire. Lowe ezen kollégáiról később elismerően nyilatkozott, akiket becsületes és szorgalmas embereknek ismert meg. Egy anekdota szerint amikor egy kínai lezuhant a fedélzetről, Lowe, aki ekkor a hajónapló szerint vérmérgezésben szenvedett, tétovázás nélkül utána ugrott és a víz fölött tartotta, amíg meg nem érkezett a segítség. A Telemachus Ázsia mentén hajózott egészen Vancouverig, majd 1905 októberében tért vissza Liverpoolba. Lowe ekkor járt először Észak-Amerikában.

### A tiszti rang megszerzése
Ahhoz, hogy előreléphessen a ranglétrán, és tiszt lehessen, Lowe-nak először a másodtiszti bizonyítványt kellett megszereznie. Az ehhez szükséges vizsgát 23 évesen, 1906 januárjában próbálta meg először, ekkor még sikertelenül. Ennek következtében újabb hat hónapot kellett eltöltenie a tengeren, mielőtt ismét próbálkozhatott volna. A fél évig tartó kényszerű gyakorlatot az SS Justin és SS Fabian hajókon töltötte, kormányos matrózként. 1906. augusztus 20-án, másodszorra, sikeresen teljesítette a vizsgát. Legelső tiszti állását az SS Ardeola fedélzetén szerezte, aminek hirtelen távozó harmadik tisztje helyére lépett. A viszonylag rövid szolgálata alatt a kapitány úgy jellemezte őt, hogy „a különböző kötelezettségeit figyelmesen elvégző tiszt, mindig szolgálatkész és szigorúan józan.” Ezek után az Elder Dempster Lines-szal kötött szerződést, akik a nyugat-afrikai hajózást uralták. Lowe összesen hat gőzösön szolgált 1906 és 1911 között, először negyedik, majd harmadik, végül második tisztként. Feltehetően második útján találkozott először a szokással, hogy a tengerészek egzotikus állatokat hoznak magukkal a fedélzetre, amik egyfajta társaságként szolgálnak a hosszú út alatt. Az afrikai példányokat Európában eladták, és ez kiegészítő bevételt is jelentett az alacsonyabb rangú tiszteknek. Több útján maga is szállított állatokat a saját kabinjában, amiket később a német hagenbecki állatkertnek adott el. Lowe a feltérképezetlen afrikai vizeken, ahol a hajók a kapitány és tisztek szakképzettségére voltak utalva, új tapasztalatokra tett szert a navigálásban, illetve ekkor dolgozott először olyan hajón, ami utasokat is szállított a rakomány mellett.
Az afrikai vizeken töltött szolgálat alatt a tengerészeket a malária veszélye is fenyegette. Lowe negyedik afrikai hajóútján meg is betegedett, a gőzöst 1909 végén kétszer is karanténba kellett helyezni a malária és himlő miatt. Megbetegedésének következményeként öregkorában maláriája szórványosan többször is visszatért.
1908. július 20-án Lowe megpróbálta letenni az első tiszti bizonyítvány megszerzéséhez szükséges vizsgát, elsőre azonban megbukott. Alig egy hét múlva újra megkísérelte, ezúttal sikeresen. 1909 tavaszán anyja, aki a Penrallt-házban kialakított hotelt vezette, meghalt. Azt nem tudni, hogy Lowe hazatért-e a temetésre, de tény, hogy neve ezen időszakban egyetlen hajó legénységi jegyzékében sem szerepelt.
1910-ben megpróbálta megszerezni a főtiszti bizonyítványt. Elsőre ismét kudarcot vallott, és csak néhány nappal később, november 7-én sikerült átmennie. Ezek után, hogy minden szükséges bizonyítványa és képesítése megvolt, Lowe még egy utolsó, immár hatodik úton vett részt az Elder Dempster Line-nál, majd 1911 márciusában beadta jelentkezését a White Star Line-hoz.

### Szerződtetése a White Star Line-nál
A társaság 1911 áprilisában kijelölte a fiatal tisztet a tizenöt éves, hússzállító Tropicra negyedik tisztnek. A White Star Line-nál szolgálni egyértelmű előrelépésnek számított karrierjében. A társaságnál töltött kezdeti időszakban erős személyiségével és szilárd jellemével szerzett tekintélyt magának. Április 22-én, a kihajózás napján üzenet érkezett a hídra, hogy a harmadik tisztet áthelyezték, így Lowe azonnali hatállyal előléptetésben részesült. A Tropic 1911 szeptemberében tért vissza Ausztráliából. Lowe teljesítményével minden bizonnyal elégedettek voltak, mivel néhány nappal érkezése után újabb munkával bízták meg. Ezúttal a Belgicen lett harmadik tiszt. A gőzös bevándorlókat szállított, szintén Ausztráliába. Az út során a legénység többször is megtagadta a szolgálatot, fellázadtak, az utasok pedig az ehetetlen étel miatt panaszkodtak. Ausztráliában a személyzet több tagja dezertált, vagy „kölcsönös beleegyezéssel” elhagyta a céget. A gőzös végül 1912. február 21-én ért vissza Liverpoolba.

### Az RMSTitanicötödik tisztjeként
A Belgic visszatérését követően úgy tűnt, hogy a Nagy-Britanniát sújtó szénsztrájk miatt Lowe szüneteltetni kényszerül karrierjét. Azonban a hazaérkezését követő hetekben táviratot kapott, hogy azonnal induljon a White Star Line liverpooli irodájába, ahonnan még aznap éjjel Belfastba utazik. Lowe-t 1912 márciusában osztották be ötödik tisztnek a Titanicra. Megtiszteltetésnek és nagy előrelépésnek számított, hogy a legénység tagja lehetett, és részt vehetett a luxusgőzös első útján. Lowe ráadásul először dolgozhatott királyi postahajón. Feltételezhető, hogy a Belgic lázadó hangvételű útján a tiszt jó benyomást tett feletteseire, ezért szerezte meg az előkelőnek számító megbízást.
Lowe volt a tisztek között az egyetlen, aki korábban nem vett részt Észak-Atlanti-óceánt átszelő úton, valamint viszonylag kívülállónak számított: a többiek jól ismerték egymást és már dolgoztak együtt korábban. William Murdoch első tiszt, Charles Lightoller második tiszt, Herbert Pitman, Joseph Boxhall és James Moody altisztek, sőt még a transzatlanti út előtt távozó David Blair tiszt is együtt szolgált az Oceanicon. Ahogy Lowe a katasztrófa után a nyomozáson mesélte, „Teljesen idegen voltam a hajón, és a járaton is. A fedélzeten mindenkinek idegen voltam.”

#### A beszállás és átkelés

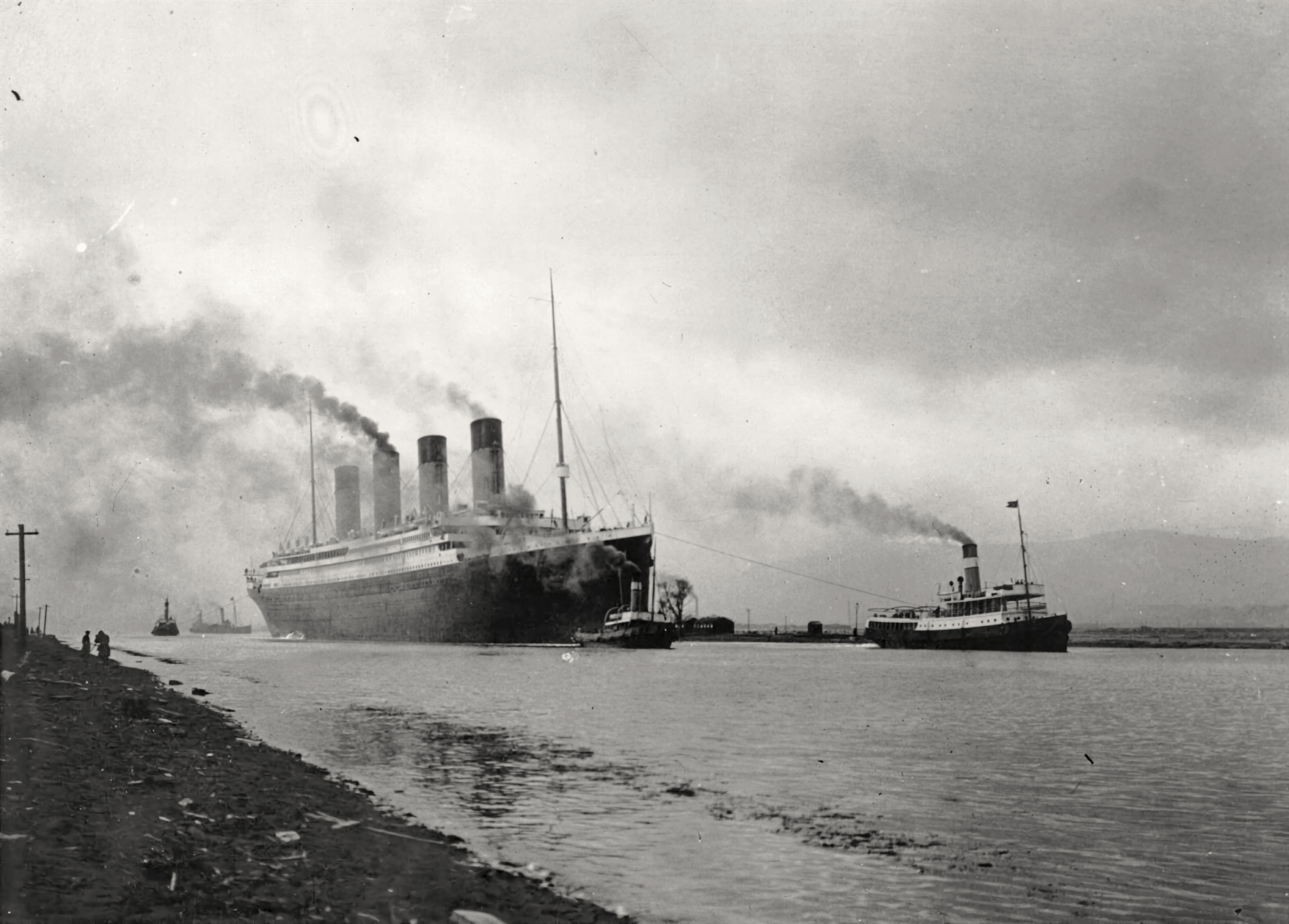
A Titanic az utolsó tesztek egyikén, amin Lowe is részt vett

A három másik altiszttel, Pitmannal, Boxhall-lal és Moodyval, a társaság liverpooli irodájában szerződtették március 26-án, majd a Harland & Wolff cég belfasti hajógyárába utazott, ahol felszállt az óceánjáróra. A tiszteknek részt kellett venniük az április 1-jén bekövetkező végső, a nyílt tengeren végzendő tesztsorozaton. A rossz időjárás miatt ezeket azonban lerövidítették és 2-ára halasztották.
A hajó amint lehetett, elhagyta Írországot, és április 4-én megérkezett Southamptonba. Első útjának indulási időpontja április 10-én, szerda délben volt. Aznap a Board of Trade felügyelője, Maurice Clarke, felkérte a legénységet két mentőcsónak tesztelésére. Lowe és Moody került a két csónak élére, a próbán néhány matróz segített. A kötelező gyakorlat csekély érdeklődést váltott ki, még a nyílt tengeren történő evakuálást sem próbálták el. Ráadásul a mentőcsónakokat nem tesztelték teljes terheléssel. Szintén az indulás előtt, még Southamptonban egy tűzvédelmi gyakorlatot is tartottak.
Amikor a Titanic elhagyta a kikötőt, Lowe a navigációs hídon tartózkodott, Boxhall negyedik tiszt, Edward Smith kapitány és George Bowyer parti kormányos társaságában. Az ötödik tiszt feladata a telefonok kezelése és a hajó fontosabb pontjai közötti kommunikációs összeköttetés biztosítása volt. Amíg a három rangidős tiszt szolgálati ideje négy óra volt, a pihenőidő pedig nyolc óra, a fiatalabb tisztek párban dolgoztak és négy óra munkaidőt négy órányi szünet követett. Lowe Pitmannal szolgált. Míg egyikük a rangidős tisztet segítette, a másik a kormányállásból irányította a tizedeseket. Ezen felül mindegyik tiszt felelős volt valamiért. Lowe-ra és Moodyra hárult víz és levegő hőmérsékletének figyelése és lejegyzése.

#### ATitanicpusztulása

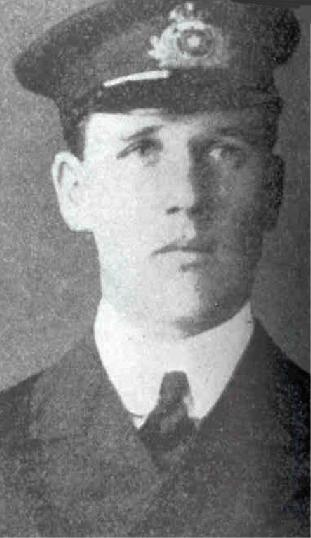
James Moody hatodik tiszt

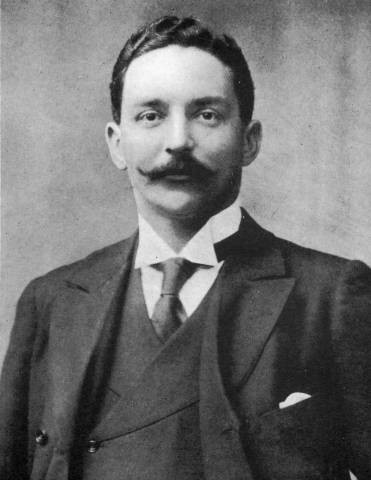
A mentőcsónakok leeresztésekor Lowe erős ellentétbe került a hajótulajdonossal, J. Bruce Ismay-jel

1912. április 14-én este nyolc órakor Moody hatodik tiszt felváltotta Lowe-t, aki aznap dél és négy valamint este hat és nyolc óra között volt szolgálatban. Állítása szerint az éjszaka „szép és tiszta volt, derült ég és sötét víz; nyugodt szél és tenger.” A jég észlelésének koordinátáit megvizsgálva azt is nyugtázta, hogy az észlelt jéghegyeket biztosan nyolc óra után érik el. Amikor elérkezett a váltás ideje, kabinjába ment és azonnal lefeküdt aludni. A végzetes éjszakán William Murdoch első tiszt, Joseph Boxhall és James Moody altisztek felügyelték az óceánjárót. Amikor a Titanic 23.40-kor nekiütközött a jéghegynek, Lowe még mindig a szállásán aludt, az ütközésre és Boxhall hívására sem riadt fel, sőt, még arra sem, amikor a gőzt hatalmas robajjal kiengedték a kéményeken keresztül. Csak az incidens után fél órával ébredt fel, amit később így magyarázott az amerikai vizsgálóbizottságnak: „Mi [tisztek] nem tudunk eleget aludni, így ha módunk van rá, úgy alszunk, mintha halottak lennénk”.
Kinézve kabinjából észrevette az embereket mentőmellényekben, valamint a mentőcsónakok körül sürgölődő matrózokat. A gőzös már megdőlt, az orra lefelé állt, Lowe megítélése szerint a tatrész kb. 12-15 fokot zárt be a normálistól. Kiment a fedélzetre, és miután megtudta, hogy jéghegynek ütköztek, a hajó jobb oldalára ment, ahol Murdoch a 7-es mentőcsónak megtöltésével és leeresztésével foglalatoskodott. A csónak útnak indítása után a két tiszt az 5-ös csónakhoz ment, Pitmannak segíteni. Lowe ekkor visszasietett a kabinjába és magához vette revolverét, mondván „sosem tudhatod, mikor lesz rá szükséged”. Visszatért az 5-ös számú mentőcsónakhoz, Murdoch és Pitman mellé. A tisztek még vártak egy keveset, de miután senki nem volt hajlandó beszállni, Murdoch elrendelte a még szinte félig üres csónak leeresztését. Ismay ekkor odalépett az ötödik tiszthez és szinte hisztérikusan üvöltötte, hogy „Ereszd gyorsabban! Ereszd gyorsabban!” Erre ő így válaszolt: „Ha gyorsan elhúznál innen a pokolba, talán tudnék valamit csinálni! Azt akarod, hogy gyorsabban eresszem le őket? Úgy mindenki vízbe fúl!” A tulajdonos válasz nélkül távozott és elsétált. A tiszt csak később, a Carpathia fedélzetén tudta meg, hogy ki volt az úriember, akit elküldött. Lowe ezután a 3-as jelzésű csónakot kezdte megtölteni emberekkel, de ez, az 5-ös csónakhoz hasonlóan igen nehéznek bizonyult, mivel ekkor még nagyon nehéz volt olyan utast találni, aki elhagyta volna az „elsüllyeszthetetlen” Titanicot. Még minden nyugodt volt és a legnagyobb rendben zajlott az evakuálás. Később az 1-es csónak vízrebocsátásánál segített, amely később a „milliomosok mentőcsónakja” gúnynevet kapta – a 40 férőhelyből mindössze 12 helyet foglaltak el benne, és ebből csak öt volt utas.
Lightoller megparancsolta néhány embernek, hogy menjenek le és nyissák ki a hajófalak ajtajait, hogy a mentőcsónakok onnan is fel tudjanak venni néhány utast, miután már leeresztették azokat. A hirtelen hozott döntés azonban nem hozott eredményt, mivel a legtöbb csónak azonnal eltávolodott a gőzöstől, és meg sem kísérelt a hajó oldaláról utasokat felvenni. Lowe erről később azt állította, hogy „véletlenül meghallottam egy beszélgetést arról, hogy a hajó oldalán lévő ajtókat kinyitották, és hogy a fedélzetmestert egy csapat emberrel leküldték oda.” Ennek tudatában továbbra is a teljes befogadóképességnél kevesebb utassal eresztette le a csónakokat, azzal a paranccsal, hogy távolodjanak el a gőzös oldalától, de maradjanak olyan távolságban, hogy hallják, ha kiabálnak nekik a hajóról.
1:30 körül az óceánjáró bal oldalához ment és a 14-es mentőcsónakot segített feltölteni emberekkel, míg Moody a mellette lévő 16-ost. A két tiszt csak nőket és gyerekeket engedett beszállni. Ekkor már egyre biztosabbá vált, hogy a Titanic rövid időn belül elsüllyed, így a rendet egyre nehezebb volt fenntartani. Lowe többször is a magasba emelte revolverét, hogy a tömeget kordában tudja tartani. Az első osztály utasaival sem kivételeztek, az ötödik tisztet büszkeséggel töltötte el, hogy az irányítása alatt lévő csónaknál a gazdagoknak a többi utassal és a női személyzettel közösen kellett várni a sorsára. „Nem volt válogatás. Egyszerűen csak az első nő, akár az első osztály, másodosztály, vagy hatvanhetedik osztály utasa volt. Mindenkit egyformán kezeltünk; nők és gyerekek először.” Amikor Lowe úgy érezte, hogy már elegen vannak a csónakban (bár volt még néhány üres hely), megjegyezte tiszttársának, hogy az utoljára leeresztett öt csónak egyikében sem volt tiszt, ezért a következővel egynek mindenképpen le kéne menni, aki majd segíti az utasokat. Moody erre azt válaszolta, hogy menjen Lowe, ő majd talál máshol helyet. Amikor megkezdődött a 14-es csónak leeresztése, két férfi beugrott a csónakba. Lowe az egyiket visszalökte a fedélzetre, a másikat pedig a fegyverével riasztotta vissza.
Ahogy az alsóbb, nyitott fedélzetek mentén haladtak el, néhány utas, akik látszólag nem beszéltek angolul (Lowe az olasz megnevezést használta rájuk, de csak annyit lehetett később biztosra megállapítani, hogy külföldiek voltak, pontos nemzetiséget nem), megpróbált beugrani a csónakba. Lowe, attól félve, hogy az így is nehéz csónak széttörik vagy felborul, ha valaki beleugrik, a nyitott fedélzetek mellett elhaladva háromszor a hajótest mentén a levegőbe lőtt, azzal fenyegetőzve, hogy lelövi „mint egy kutyát” aki át mer szállni. Ugyanakkor megbizonyosodott róla, hogy lövései senkit nem találtak el. A 14-es csónak végül senkit nem vett fel a hajó alsóbb szintjeinél.
Nem tudni, hogy a rangidős tiszteknek volt-e tudomásuk arról, hogy Lowe a 14-es mentőcsónakban átvette az irányítást és elhagyta az óceánjáró fedélzetét, ám Wilde főtiszt a közelben volt, így lehetséges, hogy ő engedélyezte az indulást. Frederich Clench kormányos matróz, akit Wilde parancsolt be egy csónakba, később azt állította, hogy egy tiszttől azt az utasítást kapta, hogy figyeljék a 14-es csónakot, amiben Lowe volt, és maradjanak minél közelebb egymáshoz. Ez azt is bizonyítja, hogy a mentőcsónakok összerendezését és együtt tartását már akkor elrendelték, amikor azok még a fedélzeten voltak.

#### A mentőcsónakokban
Amikor Lowe mentőcsónakja a vízre ért, olyan közel akart maradni a süllyedő Titanichoz amennyire csak lehetett. Felállította az árbócot és vitorlát, és a gőzöstől 150 yard távolságra eveztek. A tiszt összefogta a 12-es, 10-es, D jelzésű, valamint egy negyedik csónakot a sajátjával együtt. A beszámolók ellentmondásosak és zavarosak az apró flottát illetően, az azonban bizonyos, hogy Lowe a lehető legtöbb csónakot össze akarta gyűjteni egy csoportba. Nem sokkal később a Titanicot végleg elnyelte az óceán 15-én hajnali 2 óra 20 perc körül. Lowe vallomásában azt írta, hogy a luxusgőzös a végső elmerülése előtt 75 fokot zárt be a vízszintestől, és sértetlenül merült az óceánba, „egyfajta fojtott morajlás” kíséretében.
Amikor a luxusgőzös végleg elmerült, a 4-es jelzésű csónak is csatlakozott Lowe-hoz. Az ötödik tiszt legelső terve az lehetett, hogy az egész flotta visszatér a hajótörés helyszínére. A 14-es csónak egyik evezőse, Crowe szerint az ötletet nem fogadta nagy lelkesedés: „A hölgyek látszólag ellenezték az ötletét, hogy visszatérjenek.” Miután összekötözték a csónakokat, az ötödik tiszt kivárta, hogy csillapodjon a hangzavar. Fel volt készülve rá, hogy bárkit kihúzzon, aki ki tud úszni a tömegből, de nem ment vissza a hajótörés pontos helyszínére, később azzal magyarázva ezt, hogy „öngyilkosság lett volna (…) Mire mész egy 65 fős csónakkal ott, ahol 1600 ember fuldoklik?”. Így hát vártak, Lowe megítélése szerint kb. egy órát. Az utasok közül néhányan később azt állították, hogy az ötödik tiszt hamarabb vissza szeretett volna indulni, ám a többiek még nem voltak készen rá. Miss Minahan, az egyik hölgy a 14-es csónakban megdöbbenve fogadta a tiszt viselkedését a várakozás alatt, aki elmondása szerint olyan megjegyzéseket tett, hogy a Throw Out the Lifeline című dalt alkalomhoz illő lenne elénekelni, később pedig azt mondta, hogy „Úgy gondolom hölgyeim, hogy a legjobb, amit most tehetnek, hogy szundítanak egyet.” Minahan azt is nehezményezte, hogy a tiszt „olyan istenkáromlón beszélt addig a két óráig, amíg a csónakjában ültünk, hogy a közelemben ülő nőkkel mind azt hittük, hogy alkohol hatása alatt van.” Mások szemében azonban Lowe viselkedése olyan vezetőre vallott, akire az adott helyzetben szükségük volt. Sarah Compton szerint, akinek öccse beszállását a csónakba maga Lowe utasította el, a tiszt a „brit tengerészek legjobb hagyományainak” megszemélyesítője volt.
Amíg vártak, a 14-es csónaknak újabb problémája adódott: egy léken keresztül szivárogni kezdett a víz. A hajófenék sérülése feltehetően annak volt köszönhető, hogy amíg eresztették le, a vízfelszíntől néhány méternyire a kötél beakadt, és így a csónak rázuhant a vízre. A lyuk később nem okozott nagyobb problémát.
Mikor elhalkult a hangzavar, Lowe úgy döntött, hogy kiürítteti a 14-es csónakot, hogy üresen vihesse vissza. Néhány önként jelentkezőt vett maga mellé, és megkezdték az utasok átsegítését a többi csónakba. A tisztet felbosszantotta azok lassúsága, ezért néha kikelt magából miközben az embereket segítette. Észrevette, hogy egy férfinak is sikerült a csónakba másznia korábban (annak ellenére, hogy szigorúan először a nőket és gyerekeket mentették). Egy kendő segítségével próbált meg elrejtőzni, az ötödik tiszt szerint még szoknyát is húzott magára. Lowe bármiféle megjegyzés nélkül átlökte őt egy másik csónakba. A férfi kilétét nem tudni biztosan, ám Edward Ryan, egy harmadosztályú ír utas a szüleinek címzett levelében azt írta, hogy egy törölközőt tekert a nyaka köré, és így sikerült észrevétlenül elmennie a fegyverrel fenyegetőző tisztek között, majd helyet találnia egy mentőcsónakban.
Lowe és legénysége a nyomozás során azt állította, hogy csak a legénység tagjaival indultak vissza a roncshoz, ám két utas, Edith Haisman és Charlotte Collyer azt állította, hogy a 14-esben ültek, amikor az visszafordult. Collyer 1912 májusában adott interjút a Semi-Monthly Magazine-nak. Elbeszélése sokáig a legidézettebb beszámoló volt a 14-es csónakkal történtekről. Azonban az általa leírt események – a felfordult mentőcsónakon várakozó férfiak megmentése, és a nők segítségnyújtása az evezésben – nem csak a 14-es csónakban lévőkkel történt meg, hanem a 10-es és 12-es csónakokba átült nőkkel is megtörtént. Ráadásul Collyer beszámolója lánya interjújának is ellentmond, aki azt állította, hogy a tiszt egy másik csónakkal indult vissza.
Az ötödik tiszt hirtelenjében összeállított hatfős legénységével visszaindult a hajótörés pontos helyére, hogy túlélők után kutasson. Az első ember, akit felvettek William Hoyt volt, aki ekkor már alig volt eszméleténél, orrából és szájából dőlt a vér. Nem sokkal később, a csónakban halt meg. Ezek után egy stewardot húztak be a csónakba. A következő mentés történetét Collyer igencsak színesen mesélte el. Beszámolója szerint amikor a csónak egy roncsdarab közelébe ért, megpillantottak rajta egy ázsiai férfit. A csónakból kiabálni kezdtek felé, de ő nem reagált. Lowe így megtagadott bármiféle segítséget tőle, azzal érvelve, hogy „Minek [segíteni]? Feltehetően halott, és ha mégsem lenne az, vannak itt mások, akik jobban megérdemlik a megmentésüket, mint egy japán!” Az eszméletlen férfit végül mégis csónakba tették. A nők megpróbálták újraéleszteni, amire jól reagált: felébredt és kis idő múlva Lowe legnagyobb döbbenetére evezőt ragadott. Az ázsiai matróz segített a csónak irányításában és addig evezett, amíg a Carpathia fel nem vette őket. Ennek hatására Lowe később elnézést kért tőle illetlen szavaiért: „A kutyafáját! Szégyellem magam, azért, amit a fickóról mondtam. Az ilyeneket akár hatszor is megmenteném, ha tehetném.” A hajón egyetlen japán utas volt, aki ráadásul még a Titanic fedélzetén helyet talált magának egy csónakban. Az önkéntes matrózok közül Clench erősítette meg azt, hogy „egy japán vagy kínai fiatalembert” a roncsok közül mentettek ki. A férfi talán a nyolc hongkongi matróz egyike volt, akik a harmadosztályon utaztak. Collyer úgy fogalmazott az interjú során, hogy az ázsiai férfit nők ébresztgették – ám a 14-es csónakban ekkor már elég valószínű, hogy egy nő sem ült. Inger Sheil, aki évekig kutatta az ötödik tiszt életrajzát, úgy gondja, hogy Lowe megjegyzése arról, hogy nem éri meg az ázsiait megmenteni, illik a tiszt olaszokról tett megjegyzéséhez, nem illik azonban a kínaiak iránt tanúsított magas fokú tiszteletéhez. Ha annyira közel voltak a roncshoz, hogy a sötétben még a férfi nemzetiségét is meg tudták állapítani, nehezen képzelhető el, hogy ne húzzák be a csónakba, különösen ha túlélők után kutatni mentek vissza. Lowe matrózként a saját életét kockáztatta egy kínai társáért, ráadásul Collyer beszámolója tökéletesen illik a korabeli népszerű magazinok stílusához.
A csónak ezek után még sokáig várakozott a helyszínen, de már csak holttesteket láttak. Az ötödik tiszt megjegyezte később, hogy amíg körbejárták a helyszínt, „furcsamód” egyetlen női holttestet sem találtak a roncsok körül. Amikor feltámadt a szél, Lowe vitorlát bontott és a csónak, elhagyva a katasztrófa helyszínét, visszaindult. Scarrott, az egyik matróz később így írt erről: „Ahogy elhagytuk azt a borzasztó helyszínt, utat adtunk könnyeinknek. Még a legkeményebb szívet is megtörte volna.” Azt, hogy pontosan hány embert mentett meg a 14-es csónak, az eltérő és ellentmondásos beszámolók miatt nem tudni. A számok három és hat között változnak, a bizonyítékokban a legtöbbször négyet említenek, Hoyttal együtt.

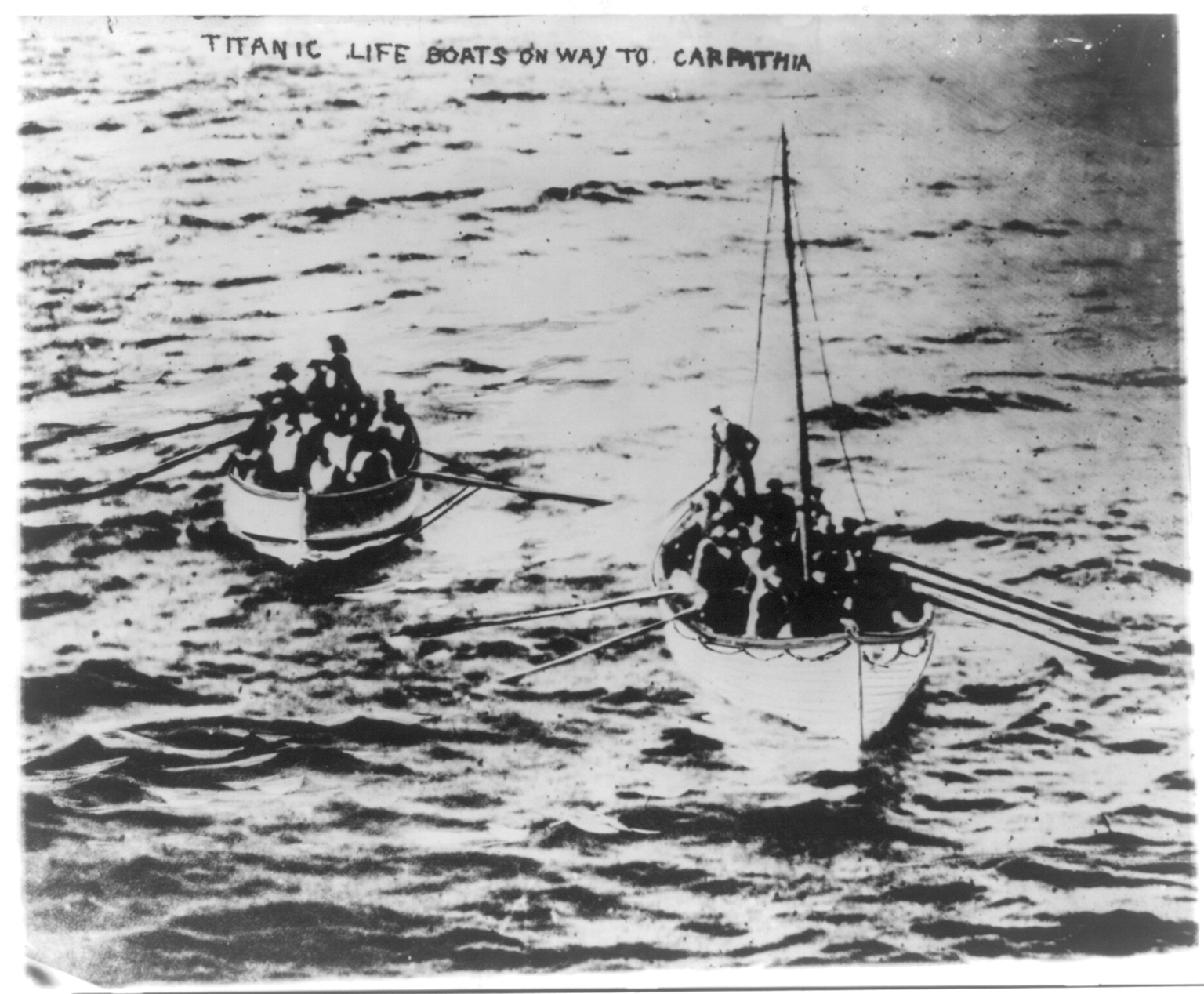
A Titanic mentőcsónakjai útban a Carpathia felé (jobbra a 14-es, tőle balra pedig a D jelzésű). Lowe a 14-es kormányrúdjánál áll

Lowe nemcsak egyedüliként ment vissza a Titanic süllyedésének helyére túlélőkért, hanem szintén ő volt az egyetlen, aki az árbócot és vitorlát a mentőcsónakjára felállította. A 14-es csónak 4-5 csomóval szelte a habokat.. Amikor a Carpathia megérkezett, a saját csónakjuk mögé kötötte a bajba jutott D jelzésű összecsukhatót és úgy vontatta a gőzös felé. Ekkor pillantotta meg az A jelű összecsukhatót is, ami már majdnem teljesen víz alatt volt. A csónakhoz közeledve figyelmeztető lövéseket adott le, és megparancsolta, hogy a nőket engedjék át először a 14-esbe. A csónakból húsz férfit és egy nőt mentett ki, három holttestet pedig hátrahagyott a süllyedő járművön. Ezt később azzal magyarázta, hogy „Talán kissé kőszívű vagyok, nem tudom. De azt gondoltam magamban, hogy nem azért vagyok itt, hogy a holttestek miatt aggódjak, az élet miatt vagyok itt.” A csónakot a következő hónapban az Oceanic legénysége ugyanolyan állapotban találta meg, ahogy azt Lowe hagyta. A három holttestet a tengeren temették el. A Carpathiát reggel hat órakor érték el. Lowe minden utasát, valamint Hoyt holttestét kitette az óceánjáró fedélzetére, majd a csónakot is rendbe tette. Ez utóbbi azonban céltalannak bizonyult – a 14-es mentőcsónak egyike volt azoknak, amiket hátrahagytak a tengeren. A kérdésre, hogy mit tett ezek után, Lowe a következőt felelte: „Nem volt mit tenni. Mit kellett volna csinálni?”
A Carpathia fedélzetén Lowe-nak alkalma nyílt megismerni azokat, akikkel együtt élte át a borzalmakat. „Azt hiszem hívhatjuk őket barátnak; (…) Körbementem közöttük, és ismertem a csónakom legénységét.” Azokról, akiket a 14-es csónak kimentett, semmit nem hallott a New Yorkba tartó út alatt. Egy első osztályú utas még a Carpathián megkérdezte Lowe-t, hogy akar-e emléktárgyakat cserélni vele. Az ötödik tiszt csak annyit felelt, hogy „Nos, ha kérsz egy ajándékot, megtarthatod a golyót, amit majdnem kaptál.”
A gőzös 1912. április 18-án érkezett meg New Yorkba a túlélőkkel.

#### A katasztrófa amerikai kivizsgálása

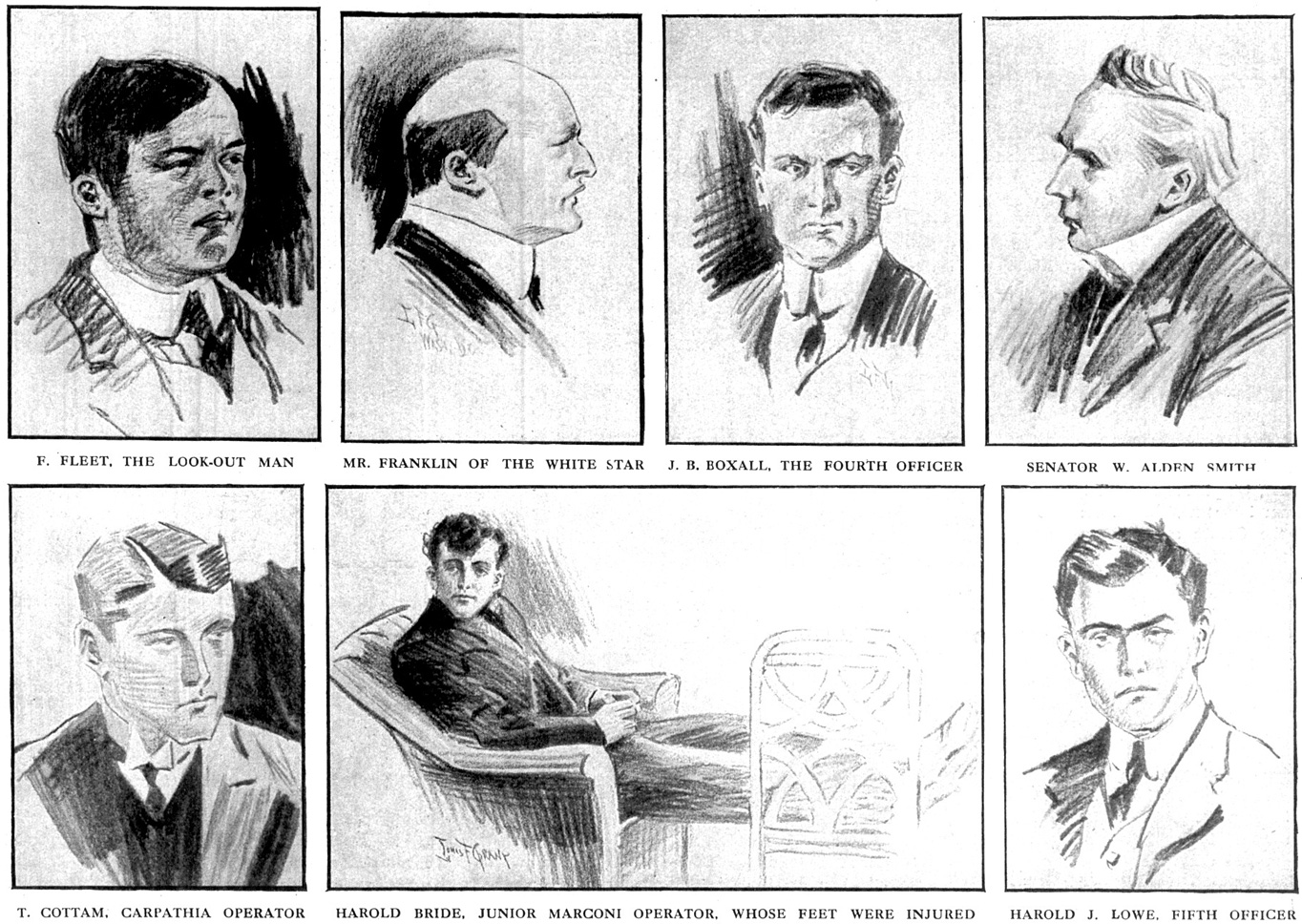
Az amerikai szenátus által meghallgatott tanúk, köztük Harold Lowe (jobbra lent)

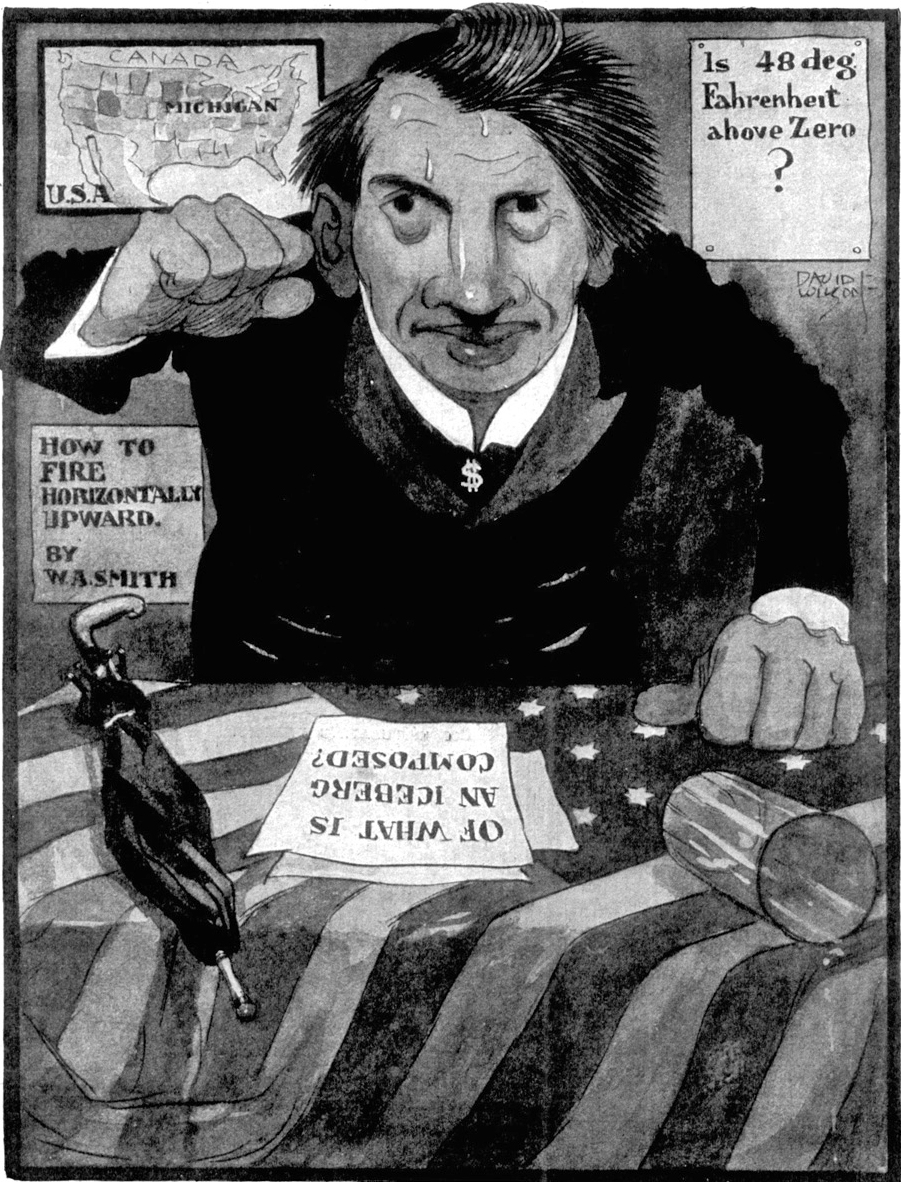
A The Graphic brit újságban megjelenő karikatúra Smith szenátort kritizálta. A képen megjelenő kérdések Lowe meghallgatásán hangzottak el

A Titanic túlélő személyzete tudta, hogy hazatérve tanúskodniuk kell a brit Board of Trade nyomozása során, ám az Egyesült Államokban William Alden Smith szenátor is felállított egy vizsgálóbizottságot, amelyet Carpathia érkezését követő nap meg is nyitott. Az, hogy az angol legénység amerikaiaknak is tanúskodjon, a korban példátlannak számított. Smith jobbkeze, Bayliss seriff így udvariatlan és együttműködni nem hajlandó személyzettel találta szembe magát, akik nem szívesen beszéltek neki a katasztrófa körülményeiről. Bayliss meghagyta Lowe-nak, hogy április 22-ig jelentkezzen be az addigra Washington DC-be költöző nyomozóbizottságnál. A New Yorkból Washington DC-be tartó vonatút alatt a két férfi beszélgetni kezdett, és életre szóló barátságot kötött. Lowe, amint hazatért, egy gombot küldött Baylissnek arról az egyenruhájáról, amit a Titanic pusztulásának éjjelén viselt. A seriff nagyon meghatódott a gesztustól, és élete végig büszkén emlegette, hogy a balsorsú gőzős „leghősiesebb túlélőjét” személyesen is ismerte.
Lowe április 24-én, a vizsgálat ötödik napján tanúskodott. A többi tiszthez és a legénység legtöbb tagjához hasonlóan ő is nehezményezte, hogy az amerikaiak vallomást várnak el tőle. A szenátor ismétlődő kérdései, valamint a tengerészeti fogalmak és állítások folyamatos figyelmen kívül hagyása egyértelműen idegesítette. Lowe néhány válasza kissé szemtelen volt, többek között amikor a szenátor megkérdezte, hogy szerinte miből áll egy jéghegy, csak annyit válaszolt: „Gondolom jégből, uram”. Amikor Smith azt állította, hogy egyesek szerint ivott a katasztrófa éjjelén, az ötödik tiszt nagyon mérges lett. Felemelve vizespoharát kijelentette, hogy „Ez a legerősebb ital, amit valaha ittam.” Az újságok szerint a tiszt a kérdéstől „rendkívül dühös volt, a szavakat igen hevesen mondta.” Lowe vallomását számos utas is alátámasztotta, például a leadott lövésekkel kapcsolatban, illetve azt is sokan megerősítették, hogy ő volt az egyetlen, aki visszatért a szerencsétlenség színhelyére embereket menteni. Tanúskodása során azonban sok olyan kijelentést tett, ami miatt később magyarázkodnia kellett, például az „olaszok” szót kétszer is a gyáva szinonimájaként használta. Ennek következményeként az amerikai olasz nagykövet kérésére nyílt levélben kért elnézést. A levelet hozzátűzték a tiszt vallomásához.
A sajtóban megjelenő párbeszédek közül nem minden található meg a hivatalos jegyzőkönyvben. Smith szenátor néhány esetben ugyanis jelezte, ha valamiről nem szerette volna, hogy bekerüljön a hivatalos szövegbe. Az egyik ilyen, csak az újságokban megjelenő heves szóváltás volt, amikor Smith megkérdezte Lowe-t, hogy „Ismay-nek tudta mondani, hogy »Menjen a pokolba«, az én kérdéseimre miért nem tud felelni?” Lowe azzal vágott vissza, hogy „A magam legjobb módján felelem meg őket. Amikor megértem őket.” A vallomásról megjelenő beszámolók szerint „Smith és Lowe folyamatosan köntörfalazott, és gúnyossá vált.” Az ötödik tiszt vallomása emellett igen kedvező fogadtatást kapott a sajtóban. A World Herald hasábjain megjelenő tudósítás szerint „Lowe története az elejétől a végéig azt mutatja, hogy igazi férfiként viselkedett”. Lowe maga elég rossz véleménnyel volt a sajtóról, és a New Yorkba érkezésüket követően írt kitalációk, valamint az, hogy folyamatosan megpróbálták lefotózni őket a „mocskos kameráikkal”, csak jobban felerősítette az újságírók iránt érzett gyűlöletét. Az, hogy az ötödik tiszt higgadtan fogadta a sajtó hirtelen jött érdeklődését, még Smith szenátornak is feltűnt, aki megjegyezte, hogy „Egyfajta ámulat ébredt bennem attól, hogy látszólag minden fontos eseményt, amellyel kapcsolatba került, szokásos eljárásnak tekintett, és hogy az önt érő különleges magasztalás a legkevésbé sem volt hatással önre.”
Azután, hogy Lowe hazautazott Walesbe, Daisy Minahan a szenátusnak tett vallomásában „szerencsétlenül, rossz fényben” tüntette fel az ötödik tisztet. Bayliss seriff, aki Lowe-val levelezés útján tartotta a kapcsolatot, elküldte neki az egyik újság vezércikkét, ami a tanúskodásra reagált, azzal a magyarázattal, hogy „egyfajta válasznak szánták, a viselkedésedet ért bírálatra, amit a múlt héten a Szenátusnak tett vallomásában mondott egy nőszemély azzal kapcsolatban, hogy szitkozódtál.” Az amerikai sajtóban Rhoda Abbott, az A jelű összecsukhatóból egyedüliként kimentett nő, valamint Shennie Lewis, egy Amerikában élő, de az ötödik tisztet még gyerekkorából ismerő nő kelt Lowe védelmére.
Lowe számára sokkal keserűbb tapasztalatot jelentettek a józanságát megkérdőjelező állítások. Az ügyben tett további megjegyzések arra sarkallták, hogy kitudakolja a pletyka kitalálóját. Az eset kiszűrődött a sajtóba is, ami mindenről pontosan beszámolt. A kérdést nemcsak személyesnek érezte iszákos apja miatt, hanem karrierjére való hatásától is tartott, azzal érvelve a The World című újságban, hogy a tiszti bizonyítványa mellett antialkoholistaként szerzett jó hírnevét becsüli meg leginkább. „Tengerészként ez adja az ember becsületének nagy részét, és nagyon bízom abban, hogy mind a helyi és mind az otthoni újságot olvasók nem fognak téves következtetéseket levonni az ezen szenátorok előtt elhangzó vallomásból.” Még Smith-nek is írt egy levelet, amelyben felkérte őt, hogy minden kétséget zárjanak ki a kérdésben. A tisztet barátai és a White Star Line jogi képviselői csak közös erővel tudták lebeszélni arról, hogy még nagyobb feneket kerítsen az ügynek. A szenátor az április 29-i tárgyaláson közleményt adott ki, amiben feltétel nélkül elfogadta a tiszt vallomásában mondottakat, miszerint teljes mértékben antialkoholista. Lowe, aki jelen volt az ülésen, megköszönte a szenátornak, hozzátéve, hogy „Immár távozhatok.” A közleményt a tiszt vallomása mellé csatolták.
Mielőtt elhagyta volna az Egyesült Államokat, meglátogatta Rene Harrist, aki a D jelű összecsukható csónakban élte túl a szerencsétlenséget, és akivel Lowe a Carpathián ismerkedett meg. Az özvegy élete végéig hálás volt a tisztnek, aki szerinte a „Titanic igazi hőse” volt. Amikor ajándékot akart adni a tisztnek, Lowe csak ennyit válaszolt: „Mrs Harris, elpirulok. Csak a munkámat végeztem. Egy pennyt sem fogadok el ezért. Csak kiabáltam. Mindenki tud kiabálni.”

#### Hazatérése a katasztrófa után

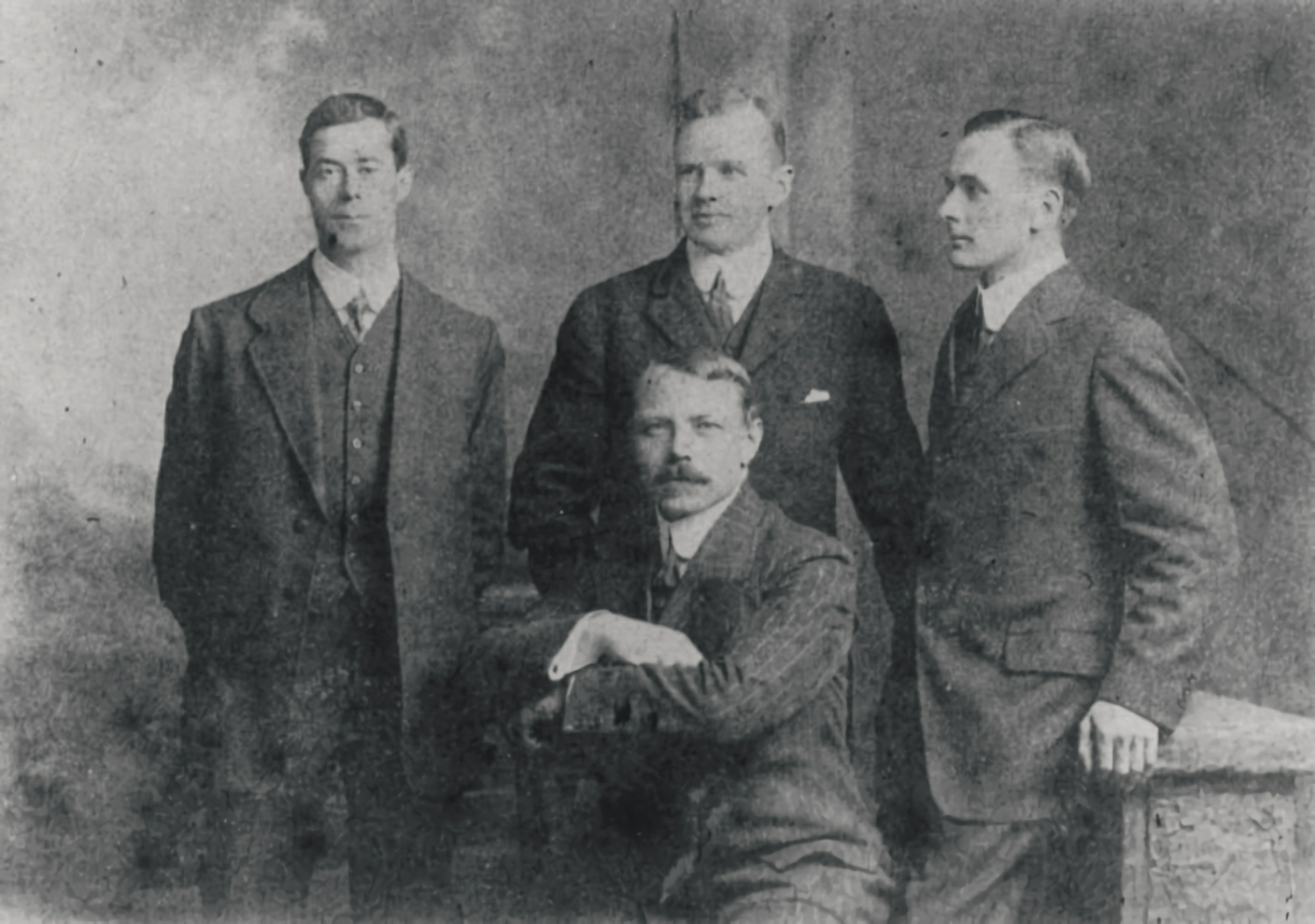
A Titanic négy életben maradt tisztje: álló sor balról: Harold Lowe, Charles Lightoller, Joseph Boxhall; alul: Herbert Pitman

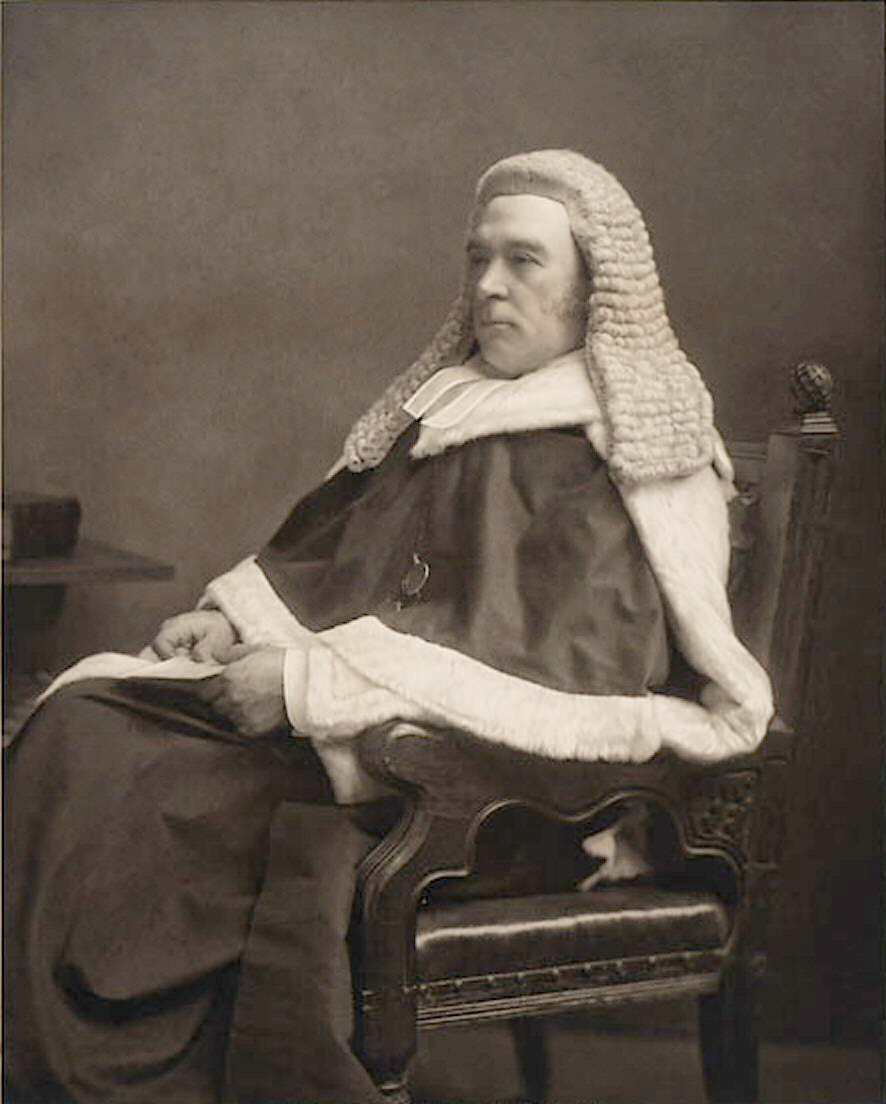
Lord Mersey, a Board of Trade vizsgálóbizottságának elnöke

Május 2-án Lowe visszautazott Angliába Ismay és a három másik, életben maradt tiszt (Lightoller, Pitman és Boxhall) társaságában az Adriatic fedélzetén, hogy részt vegyen a Lord Mersey vezetésével megalakult angol vizsgálóbizottság nyomozásában. Az Adriatic május 11-én futott be Liverpoolba, ahol Lowe-t apja és nővére fogadta. Angliában, az Amerikából érkező hírek hallatán, valamint a már korábban hazaérkező túlélőktől ismert történetek miatt az ötödik tiszt ismét a újságok központi témája lett. Az angol The Daily News hasábjain George Bernard Shaw kegyetlen támadást indított a sajtó ellen, ami szerinte idealizálta a katasztrófát, és a borzalmakat a hősiességgel és közhelyekkel próbálta tompítani. Írásában Lowe és Ismay szóváltására is kitért. Azt, hogy a félig üres csónakokkal nem tértek vissza segíteni a vízbe esett embereknek, azzal magyarázta, hogy féltek: „A félelem olyan természetes volt, mint a tiszt Mr Ismay-hez címzett szavai. Melyikünk meri vádolni őket, vagy biztosnak venni, hogy nyugodtabb vagy bátrabb lett volna?” Arthur Conan Doyle, aki tévesen úgy értelmezte Shaw cikkét, hogy támadja az ötödik tisztet, hasonló hevességgel válaszolt: „Mr Shaw következő javaslata – annál inkább veszedelmesebb, mert nincs bőven kifejtve – az, hogy a tisztek nem végezték a dolgukat. Ha tétova szavai bármit is jelentenek, akkor csakis így értelmezhetőek. Úgy idézi, mintha bűn lenne Lowe Mr Ismay-hez intézett szavait, amikor az akadályozta a csónakját. Ennél jobb példát el sem tudok képzelni arra, amikor egy tiszt a kötelességét végzi, minthogy egy alárendelt személy így merjen beszélni a hajótársaság igazgatójával, amikor úgy érezte, hogy ez utóbbi gátolta életmentő munkájában.”
Lowe május 22-én és 23-án, az ülés 13. és 14. napján tett tanúvallomást a Board of Trade képviselőinek. A brit meghallgatás során több olyan részletet feszegettek, ami az amerikai vizsgálat során nem került elő, például azt, hogy Lowe beismerése szerint semelyik feljebbvalója nem parancsolta, hogy mentőcsónakba szállva hagyja el a Titanicot. Tettét csak a hatodik tiszttel, Moodyval beszélte meg. Leginkább egyszavas válaszokat adott és nyoma sem volt az amerikaiaknak tett vallomása során tapasztalt folyamatos köntörfalazásnak és gúnynak. A változáshoz valószínűleg a White Star Line ügyvédeinek is köze volt, ám a Board of Trade sokkal nagyobb hatalommal rendelkezett a brit tengerészek fölött, mint az amerikai szenátorok. A szervezet bármikor visszavonhatta vagy elkobozhatta a tisztek igazolványát.
Május 29-én tért vissza Barmouthba, ahol meleg fogadtatásban részesült. 1912. június 21-én fogadást rendeztek tiszteletére, amelyen 1300 ember vett részt, és érdemei elismeréséül aranyórát adományoztak neki. Hátlapjára a tiszt monogramját, belsejébe pedig a következő feliratot vésték: „Harold Godfrey Lowe-nak, az R. M. S. Titanic ötödik tisztjének, barmouthi (...) barátaitól a Titanic 1912. április 15-ei elsüllyedésekor tanúsított hősies szolgálatainak elismeréséül és megbecsüléséül.” Az óra mellett átadták a tisztnek Mrs Harris ajándékát is, egy navigációs műszereket tartalmazó szettet, amit Lowe nem volt hajlandó átvenni New Yorkban.

### Az első világháború idején
Lowe első, Titanicot követő útja a Medicen volt Ausztráliába, amire augusztusban szerződött le harmadik tisztnek. A hajón utazott Lizelle Simpson, a Titaic orvosának, Jack Simpsonnak testvére is. Lizelle, aki már Lightollerrel is felvette a kapcsolatot, felkereste a tisztet, és a lelkére kötötte, hogy ha Belfastban jár, feltétlenül látogassa meg őt és családját. A nő levelezéséből kiderül, hogy októberben a Medic fedélzetén Lowe egy balesetben eltörte a lábát és két hónapra ágyba kényszerült. A hajónaplóban erről nem tesznek említést. Az egyik ausztrál újság, a Punch két nappal a gőzös kihajózása után írt egy apró cikket Lowe rövid látogatásáról. Lowe a következő hajóútján a Gothic fedélzetén ismét Ausztráliába utazott. Ezen az útján ismerkedett meg Henry Pearce evezőssel, akivel szoros barátságot kötött. A tiszt akárhányszor a kontinensen járt, mindig meglátogatta őt. Pearce még később olimpikonná váló fiának, Henry ’Bobby’ Pearce-nek is bemutatta.

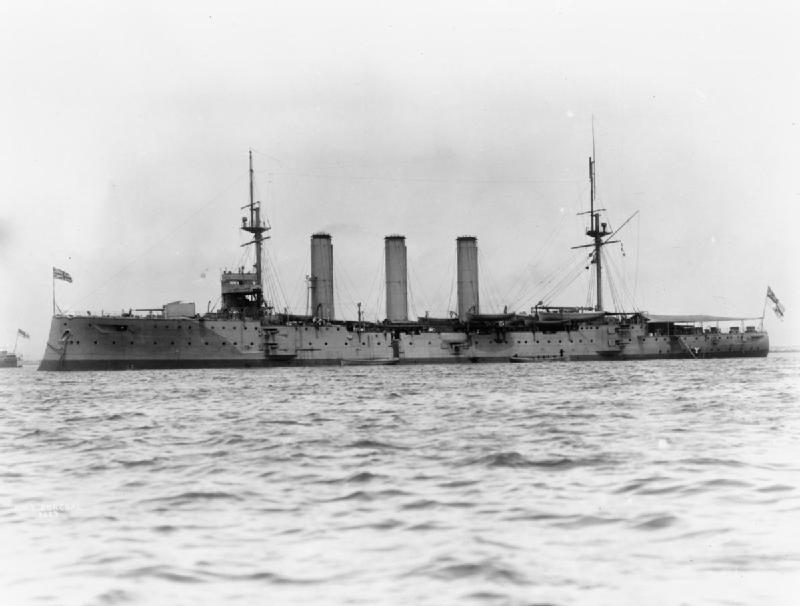
A HMS Donegal cirkáló, ahol Lowe az első világháborúban kezdetben szolgált

1913 közepén a White Star Line tájékoztatta Lowe-t, hogy a Royal Navy Reserve egy hónapos kiképzésre hívta be. A jelentések hiányosak, feltételezhető azonban, hogy a HMS Hogue fedélzetén töltötte gyakorlatát. Alhadnagyi megbízását 1913. június 14-én kapta. A hadnagyi rang megszerzéséhez 1914 áprilisában ismét, ezúttal egyéves szolgálatra hívták be, amit meg is kezdett a HMS Excellenten, majd kis idő múlva a HMS Victoryn folytatott. Augusztus elsején, az első világháború kitörése okán távirat érkezett a haditengerészet mozgósításáról. A háború kezdetben nem sok változást hozott Lowe kiképzésében. A hadnagyi rangot 1915 júliusában szerezte meg és az ezt követő év január 2-án a HMS Donegal cirkálón megkezdte aktív szolgálatát. A következő néhány héten a csatahajó partmenti őrjáratot teljesített, majd február 20-án javításra és karbantartásra visszatért a szárazdokkba. A Donegal legénységének életét a háború elején javarészt a Scapa Flow körüli várakozás és a partközeli őrjáratok töltötték ki, a monoton, rutinfeladatok elvégzése mellett. 1916 márciusában a cirkáló csatlakozott a Grand Fleethez a német SMS Möewe elleni hajtóvadászat kapcsán. Az üldözés sikertelenül zárult, a Donegalt pedig egy hatalmas hullám megrongálta március 26-án. 1917. február 24-én Lowe-t elbocsátották az akkor épp Bermudában állomásozó Donegalról, és egy rövid hazalátogatást követően a HMS Suffolkra osztották be.
A Suffolk az SS Balmoral Castle kísérőcirkálójaként Fokvárosba ment, majd Durbanba, végül pedig szeptember 17-én Penanngba küldték, egy konvoj kísérőhajójának. A Suffolk egészen 1918-ig járőrözött és kísért kereskedelmi gőzösöket Ázsia partjai mentén, Ádentől egészen Szingapúrig, felügyelve a Brit Birodalom vizeit. A cirkáló komolyabb támadásban nem vett részt, leginkább a zord időjárási viszonyok okozta kisebb sérüléseket szerzett.
1918. január 4-én a Hongkongban állomásozó Suffolk legénysége parancsot kapott, hogy az oroszországi polgárháború miatt Vlagyivosztokba rendelték őket. A cirkáló bevetésének célja az volt, hogy megvédje a város készleteit és brit lakóit, bár kezdetben a hajó pusztán jelenlétével képviselte a brit érdekeket. Mellettük a japánok és amerikaiak is küldtek néhány csatahajót a kikötőbe. Az indulatok végül áprilisban szabadultak el, amikor bolsevik szimpatizánsok lelőttek két japánt. A japán hadihajókról a tengerészeket a városba rendelték, a Suffolk fedélzetéről pedig ötven embert kirendeltek a brit konzulátus épületének védelmére. A művelet ellenségeskedést keltett a város lakóiban, ezért hamar kivonták a tengerészeket. A gyors visszavonulás felbátorította a bolsevikokat, akik május 2-án elfoglalták Vlagyivosztokot.
Az Osztrák–Magyar Monarchia seregéből hátramaradó, és a közelben állomásozó cseh csapatok 1918 júliusában vonultak be az orosz kikötővárosba, elsöpörve a bolsevik ellenállást. A szövetségesek hajóiról mindenkit a partra parancsoltak a csehek segítésére. A várost hamar visszafoglalták és Lowe a hadifoglyok elvezetését kapta feladatául. A britek oldalán nem volt halálos áldozata az összecsapásnak, a sebesült cseh és orosz katonákat azonban a Suffolk fedélzetén látták el.
A háború végének híre Vlagyivosztokban érte el a Suffolk legénységét. 1919 januárjában megérkezett a HMS Kent a Suffolk leváltására, és egy év után, január 7-én a cirkáló elhagyta Vlagyivosztokot. Néhány hónapnyi távol-keleti rutinművelet elvégzése után a cirkáló 1919 májusában érkezett meg Plymouthba.

### A háborút követő évek

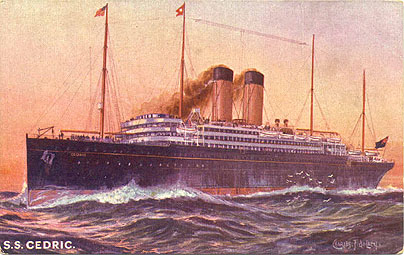
Lowe a Titanic katasztrófája után a White Star Line Cedric nevű gőzösén teljesített először szolgálatot az Anglia – New York útvonalon, második tisztként

A háború utáni első kereskedelmi hajó, amin Lowe munkát talált, a Frederick Leyland & Co.’s tulajdonában lévő SS Turcoman volt. Hiába kötötte szerződés a White Star Line-hoz, a tiszteket gyakran cserélték azon társaságok között, amik tagjai voltak International Mercantile Marine szervezetnek. A hajón egy utat teljesített első tisztként, ezt követte a White Star Line Cedrice, amelyen Lowe második tisztként két utat is teljesített Liverpool és New York között 1920 első felében. Ez volt az első alkalom, hogy a Titanic katasztrófája óta visszatért ezen útvonalra. 1920 augusztusában a Kanadába közlekedő SS Dominion első tisztje lett. A transzatlanti utak megengedték Lowe-nak, hogy több időt tölthessen otthon családjával. 1921. május 13-án a szabadkőműves mozgalom tagja lett. A szervezetben semmilyen tisztséget nem vállalt és semmilyen rangot nem kapott élete végéig, azonban a mozgalom tagjaként lehetősége nyílt, hogy világszerte kapcsolatokat építhessen ki.
A Dominion öt útját követően Lowe több mint egy év után talált ismét munkát. 1922 májusában a Gallic főtisztje lett hét út erejéig. Ez volt a legmagasabb tisztség, amit a kereskedelmi hajózásban valaha elért. A Titanic többi túlélő tisztjéhez hasonlóan sohasem jutott feljebb a ranglétrán. Karrierje további szakaszában felváltva dolgozott az ausztrál és kanadai, illetve ritkábban az egyesült államokbeli útvonalakon. Az utolsó hajó, amin szolgált a White Star Line Doric nevű hajója volt, ahol útközben léptették elő első tisztnek.
1923 novemberében a haditengerészetben végzett szolgálatainak formális elismeréséül parancsnokká léptették elő. Az RNR-ből 1927-ben, 45. születésnapján szerelt le. Szolgálataiért három medállal jutalmazták.
1930-ban egészségügyi problémákra hivatkozva távozásra kényszerült a Doricról. 1931-ben benyújtotta lemondását a White Star Line-hoz, augusztusban pedig családjával Deganwyba költözött, ahol nyugdíjas éveit töltötte.

## Magánélete
1913. szeptember 24-én feleségül vette Ellen Marion Whitehouse-t, akit nem sokkal 1911-es White Star Line-hoz való leszerződtetése előtt jegyzett el. Az esküvő Colwyn Bay-ben, a Szent Pál templomban volt. A pár Lowe betegeskedő sógorához költözött Bryn Mostyn-ba. Első gyermekük, Florence Josephine Edge Lowe 1914. november 20-án született, öccse, Harold William George Lowe pedig 1916. március 21-én. Lowe mindig igyekezett gyermekei kedvében járni, egy ausztrál útja során Harry Pearce közbenjárásával még egy koalát is megpróbált hazahozni fiának, a próbálkozás azonban kudarcba fulladt.
Lowe kedvelt időtöltése volt a lövészet és horgászat. Előbbiben annyira gyakorlottnak bizonyult, hogy meghívást kapott a minden júliusban megrendezésre kerülő King’s Prize versenyre. Lowe nem tudott részt venni a megmérettetésen, de élete végéig büszke volt a meghívásra.
Mindig büszkeséggel töltötte el, hogy a White Star Line-nál dolgozhatott (még egy csontból készült szalvétagyűrűt is készített a társaság logójával díszítve), ám élete végéig kerülte a Titanic pusztulásának témáját. Az aznap éjjel hordott tiszti sapkáját később fiának ajándékozta, és néhány részletet is mesélt a katasztrófa körülményeiről gyerekeinek. Élete végéig gyötörte, hogy nem tudott több embert megmenteni a végzetes éjszakán. Erre már 1912 júliusában is utalt, amikor régi iskolájában tartott beszédet. Ott annyit mondott, hogy örül, hogy megmentett néhány embert, de sajnálja, hogy nem menthetett meg még többet. Később egy magánbeszélgetés alkalmából vallotta be fiának, hogy hamarabb vissza kellett volna indulnia.
A Titanicon szolgáló tiszttársaival sohasem kötött szoros barátságot, leginkább az utasokkal és Bayliss seriffel tartotta a kapcsolatot, levelezés útján. A katasztrófát követően kapott levelekre mind személyesen válaszolt, egyetlen kivétellel. A Moody apjától érkezett levél megválaszolására apját kérte meg. Egy albumba gyűjtötte az összes emléket, levelet és újságkivágást ami a Titanicról szólt. A gyűjteményében volt egy saját maga által rajzolt kép is a gőzösről.
1932 novemberében Deganwyban a helyi tanács tagja lett, mandátumáról 1938-ban mondott le. Kollégái még polgármesteri választásokon is akarták indítani, azonban Lowe gyorsan visszalépett azzal érvelve, hogy a felkérés maga is elég nagy elismerést hozott számára. Később bevallotta fiának, hogy az egyik elrettentő dolog, ami miatt lemondott az indulásról, a tisztséggel járó nagy nyilvánosság volt.
A második világháború alatt önkéntesként légvédelmi biztosi feladatokat látott el.

## Halála
Lowe 61 évesen, 1944. május 12-én halt meg magas vérnyomásban, miután 1942-ben agyi érkatasztrófa következtében kerekesszékbe kényszerült. Llandrillo-yn-Rhos templomának temetőjében temették el. A Titanic katasztrófáját túlélő tisztek közül ő halt meg elsőként.

## Emlékezete
A Titanic katasztrófájáról számos feldolgozás készült, amelyek legtöbbjében Lowe is megjelenik. A Titanic éjszakája című 1958-as filmben a tiszt megformálója Howard Pays volt. Az 1979-ben készült SOS Titanic című alkotásban Karl Howman keltette életre, míg az 1996-ban megjelent Titanic című minisorozatban Kavan Smith. Egy 1984-ben készült német film az amerikai vizsgálatot kihasználva egyfajta bírósági drámaként dolgozza fel az eseményeket. Az ebben megjelenő ötödik tiszt magabiztos, már-már önhitt tanú, akinek célja közönsége megnevettetése.
James Cameron 1997-es Titanic című alkotásában Lowe szerepében a walesi Ioan Gruffuddot láthattuk. Először akkor jelenik meg a filmben, mikor a kapitánynak visz egy csésze teát, aki a hajóhídon áll William Murdoch első tiszttel. A filmben láthatjuk a leadott lövéseket is, valamint a túlélők keresését is, és bár a közte és Ismay közötti szóváltást is leforgatták, a filmből mégis kimaradt. Egy walesi dokumentumfilm is készült életéről, melynek narrátora Gruffudd volt.
2004-ben került kalapács alá az az étlap, amit Lowe küldött leendő feleségének. A menün az 1912. április 2-i dátum látható, aljára a tiszt csak annyit írt: „Ez az első menü, amit felszolgálnak a hajón”. Az étlap 51 000 fontért kelt el, amivel megdöntötte a korábbi, Titanichoz köthető legdrágábban eladott tárgyat, egy fényképalbumot a hajó utolsó évéről. A bevételt a család kapta meg.
2012 áprilisában, a katasztrófa századik évfordulóján egy emléktáblát helyeztek el tiszteletére Barmouth kikötőjében, illetve a Deganwyban álló családi házon, ahol Lowe 13 évig, 1931 és 1944 között élt. Szintén ebben a hónapban jelent meg a tiszt életét feldolgozó, Inger Sheil Titanic-kutató Titanic Valour: The Life of Fifth Officer Harold Lowe című munkája, amelynek létrejöttében a tiszt fia, Harold William George Lowe is közreműködött.
2012 május végén egy helyi múzeumban az életét bemutató időszakos kiállítás nyílt, mely szeptember végéig volt látogatható.

### Tetteinek mai megítélése
Lowe-t gyakran emlegetik a Titanic katasztrófájának hőseként, mivel ő volt az egyetlen, aki visszament túlélők után kutatni a tragikus éjszaka során. Sheil úgy véli, hogy a történet sokkalta árnyaltabb, és az ötödik tiszt tetteit sem lehet a legtöbb beszámolóban tapasztalt fekete-fehéren megítélni. Szerinte Lowe elszámolta, hogy mennyi ideig maradhat életben valaki a jéghideg vízben, és azt sem gondolta volna, hogy ilyen hosszú folyamat, míg a sötétben a túlélőket átsegíti saját csónakjából egy másikba. Tanúskodása során a tiszt tartotta magát ahhoz, hogy ha korábban indul vissza, a rengeteg vízbe esett ember lehúzná a csónakot, és ők is mind meghalnának. Ezen véleményét élete végéig tartotta, bár többször utalt rá, hogy megbánta, hogy nem tért vissza korábban. Az, hogy önkéntes matrózokat vett magához, szintén azt mutatja, hogy a legtöbb utas nem akart visszamenni a katasztrófa színhelyére. A többi csónakban is általános példa volt, hogy ha valaki visszafordult volna segíteni, a többiek hamar leszavazták. Féltek, hogy az óriási monstrum süllyedése során keletkező örvény őket is magával szippantja, illetve attól, hogy az emberek a vízben lehúznák őket.
Ámbár a 14-es csónak volt az egyetlen, amely szervezett mentési kísérletet hajtott végre, néhány utasnak sikerült a közelebb várakozó járművekre felkapaszkodnia. Az utoljára vízre helyezett csónak, míg elevezett a helyszínről, útközben szintén kimentett a vízből néhány embert. Sok elbeszélés leegyszerűsíti a történteket és elítéli azokat, akik nem mentek vissza segíteni. A többi életben maradt tiszt vallomása alapján is könnyen megállapítható azonban, hogy ennek oka sokkal árnyaltabb és bonyolultabb volt, mint pusztán a bátorság hiánya. A harmadik tiszt, Herbert Pitman vissza akart térni, de a csónakban ülők ellenkezése megakadályozta ebben. Amikor később a nyomozás során erről faggatták, könnyekben tört ki. A negyedik tiszt, Joseph Boxhall azzal volt elfoglalva, hogy a nem hozzáértő legénységével irányíthatóvá tudja tenni valahogy csónakjukat, így ő is egyedül maradt a segítségnyújtás szándékával. A rangidős tisztek közül egyedüliként túlélő Charles Lightoller második tiszt pedig épphogy megmenekült maga is, így egyáltalán nem volt abban a helyzetben, hogy segíthessen másokon. A süllyedő Titanickal együtt ő is elmerült, majd végül egy felfordult összecsukható mentőcsónakon talált menedéket.